# Seznam ostrovů Itálie v Africe
Ostrovy Itálie v Africe. Jedná se o ostrovy autonomního regionu Sicílie, které se nacházejí v jižním Středozemním moři.

## Podle velikosti

### Obydlené ostrovy a ostrovy větší než 1 km²
|   | ostrov      | italsky              | rozloha (km²) | pobřeží (km) | max.nadm. výška (m) | nejvyšší vrchol | počet obyvatel | hustota zalidnění | největší sídlo | souostroví        |
| - | ----------- | -------------------- | ------------- | ------------ | ------------------- | --------------- | -------------- | ----------------- | -------------- | ----------------- |
| 1 | Pantelleria | Isola di Pantelleria | 84,55         | 51,5         | 836                 | Montagna Grande | 7 692          | 90,98             | Pantelleria    |                   |
| 2 | Lampedusa   | Isola di Lampedusa   | 20,20         | —            | 133                 | Albero Sole     | 5 871          | 290,64            | Lampedusa      | Pelagické ostrovy |
| 3 | Linosa      | Isola di Linosa      | 5,43          | —            | 195                 | Monte Vulcano   | 433            | 79,74             | Linosa         | Pelagické ostrovy |

### Neobydlené ostrovy
|   | ostrov                 | italsky                | rozloha (ha) | pobřeží (km) | max.nadm. výška (m) | nejvyšší vrchol | součást souostroví |
| - | ---------------------- | ---------------------- | ------------ | ------------ | ------------------- | --------------- | ------------------ |
| 1 | Conigli                | Isola dei Conigli      | 4,4          | —            | 26,0                | —               | Pelagické ostrovy  |
| 2 | Lampione               | Isola Lampione         | 3,6          | —            | 36,0                | —               | Pelagické ostrovy  |
| # | Scoglio del Sacramento | Scoglio del Sacramento | —            | —            | —                   | —               | Pelagické ostrovy  |